# Jørgen Frantzen
Jørgen Nagel Frantzen (Holbæk, 9 de mayo de 1935-Hundested, 10 de enero de 2020) fue un deportista danés que compitió en remo como timonel. Participó en los Juegos Olímpicos de Helsinki 1952, obteniendo una medalla de bronce en la prueba de dos con timonel.

## Palmarés internacional
| Juegos Olímpicos | Juegos Olímpicos     | Juegos Olímpicos  | Juegos Olímpicos |
| Año              | Lugar                | Medalla           | Prueba           |
| ---------------- | -------------------- | ----------------- | ---------------- |
| 1952             | Helsinki (Finlandia) | Medalla de bronce | Dos con timonel  |